# Tv bio+
 Der er for få eller ingen kildehenvisninger i denne artikel, hvilket er et problem. Du kan hjælpe ved at angive troværdige kilder til de påstande, som fremføres i artiklen.

TV Bio+ var en dansk film-tv-kanal (eget af selskabet bag tv-kanalen dk4), der fik premiere d. 1. januar 2000, og som kunne ses via Dansk Kabel TV, Yousee og satellit.

## Programsammensætning
Der blev hovedsageligt vist udenlandske film, men hver aften var der en dansk film på programmet, og nogle dage kørte der temaer med f.eks. Poul Reichhardt, hvor der vistes film med ham en hel dag. Om formiddagen og om eftermiddagen viste TV Bio+ tegnefilm i samsending med Je-tex. Derudover gik TV Bio+ bag kameraret på de nye film, der kom i biograferne.

## Årsag til lukning
Det var især de danske film, der trak seerne til TV Bio+, men ellers faldt seerne fra, når de ikke viste danske film. Og da det var dyrt at have en filmkanal kørende som gratiskanal, besluttede man, at de danske film skulle over på tv-kanalen dk4, og dermed lukke TV Bio+.
TV Bio+ lukkede dagen før sin 2. års fødselsdag, nemlig d. 31. december 2001.